# Otto Thiel (Politiker)
Otto Thiel (* 20. August 1884 in Burscheid, Kreis Solingen; † 19. November 1959 in Köln) war ein deutscher Verbandsfunktionär und Politiker (DVP).

## Leben und Wirken
Otto Thiel wurde als Sohn eines Metzgermeisters geboren. Nach dem Besuch der Volksschule absolvierte er eine Kaufmannslehre. In den folgenden Jahren arbeitete er als kaufmännischer Angestellter für Fabrik- und Exportgeschäfte im Rheinland: Während dieser Zeit übernahm er Aufgaben als Buchhalter, Kassierer und Sachverständiger für Geschäftsorganisationen. Im November 1908 begann Thiel als Funktionär für den Deutschnationalen Handlungsgehilfenverband (DHV) zu arbeiten. Von 1909 bis 1914 amtierte er als Gauvorsitzender des Verbandes für Niedersachsen und Hannover.
Von 1914 bis 1916 nahm Thiel mit dem Reserve-Infanterie-Regiment 74 am Ersten Weltkrieg teil. Im Oktober 1916 wurde er aus der Armee entlassen, um eine Stellung in der Hauptverwaltung des Handlungsgehilfenverbandes zu übernehmen. Während des Kapp-Putsches vom März 1920 verhandelte Thiel kurzzeitig als Vertreter des DHVs mit den Putschisten, bevor der DHV den Kontakt zur Putsch-Regierung aufgab und sich gegen diese wandte.
1919 trat Thiel in die von Gustav Stresemann gegründete Deutsche Volkspartei (DVP) ein. Von Juni 1920 bis Juli 1932 saß Thiel auf Reichswahlvorschlag (Juni 1920 bis Mai 1924 und Mai 1928 bis April 1930) beziehungsweise als Vertreter des Wahlkreises 29 (Leipzig; Mai 1924 bis Mai 1928 und April 1930 bis Juli 1932) im Reichstag. Als Parlamentarier gehörte Thiel dem sozialpolitischen Ausschuss an. 1932 verließ Thiel die DVP aus Ablehnung des Kurses von Stresemanns Nachfolger als Parteivorsitzenden Eduard Dingeldey.
Thiel war ferner Mitgründer und Vorstandsmitglied der Zentralarbeitsgemeinschaft der industriellen und gewerblichen Arbeitgeber und Arbeitnehmer Deutschlands sowie Mitgründer und Vorstandsmitglied des Gesamtverbandes Deutscher Angestellten-Gewerkschaften und des Deutschen Gewerkschaftsbundes. Des Weiteren war er Ehrenvorsitzender des Zentralverbandes deutscher Kriegsbeschädigter und Kriegshinterbliebener sowie Mitglied des Aufsichtsrates der Gemeinnützigen Aktiengesellschaft für Angestellten-Heimstätten Großberlin und einer gleichen Gesellschaft in Siemensstadt.
Publizistisch tat Thiel sich durch die Veröffentlichung verschiedener sozialpolitischer Schriften und als Mitarbeiter von Fachzeitschriften wie Kultur des Kaufmanns, Deutsche Stimmen, Der Deutsche Kaufmann im Auslande und Deutsche Handelswacht hervor.

## Schriften
- Die deutsche Privatangestellten-Bewegung, Berlin 1920.
- Die sozialen Aufgaben des Wiederaufbaues, Berlin 1921.
- Gewerbegerichtsgesetz, Hamburg 1922.
- Zur Krise der deutschen Sozialpolitik, s. l. [Hamburg] 1924.
- Die Sozialpolitik des Deutschnationalen Handlungsgehilfen-Verbandes, s. l. 1925.
- Die Sozialpolitik der deutschen Kaufmannsgehilfen, Hamburg 1926.